# Mitracarpus trichanthus
Mitracarpus trichanthus är en måreväxtart som beskrevs av Attila L. Borhidi och Lozada-pérez. Mitracarpus trichanthus ingår i släktet Mitracarpus och familjen måreväxter. Inga underarter finns listade i Catalogue of Life.